# Mon espion préféré
Pour plus de détails, voir Fiche technique et Distribution.
Mon espion préféré (titre original : My Mom's New Boyfriend ou Enquête rapprochée en français) est un film germano-américain réalisé par George Gallo en 2008.

## Synopsis
Après deux années passées à l'étranger comme correspondant du FBI, Henry rentre chez lui pour intégrer l'antenne locale de Shreveport. Sa mère, Marty, qu'il a quittée obèse et chroniquement déprimée, a profité de son absence pour faire un régime et retrouver sa joie de vivre et son pouvoir de séduction. Tommy, à Shreveport pour un soi- disant « voyage d'affaires », tombe par hasard sur l'excentrique Marty et tombe, malgré lui, amoureux de cette insouciante fofolle. De son côté, Henry se voit confier la surveillance d'un voleur d'œuvres d'art recherché dans le monde entier. Ce premier découvre qu'il s'agit du nouveau petit ami de sa mère.

## Fiche technique
- Titre français : Enquête rapprochée
- Titre québécois : L'amant de ma mère
- Titre original : My Mom's New Boyfriend
- Titre de travail : More Than You Know
- Réalisation : George Gallo
- Scénario : George Gallo
- Musique : Chris Boardman
- Producteur : Avi Lerner, Julie Lott, Heidi Jo Markel, Richard Salvatore
- Pays d'origine :  Allemagne |  États-Unis
- Langue : anglais
- Format : Couleur - 2,35:1 - 35 mm -  Son Dolby Digital
- Genre : Comédie romantique, espionnage
- Durée : 97 minutes
- Année de production : 2008
- Date de sortie : 
  - France : 5 novembre 2008

## Distribution

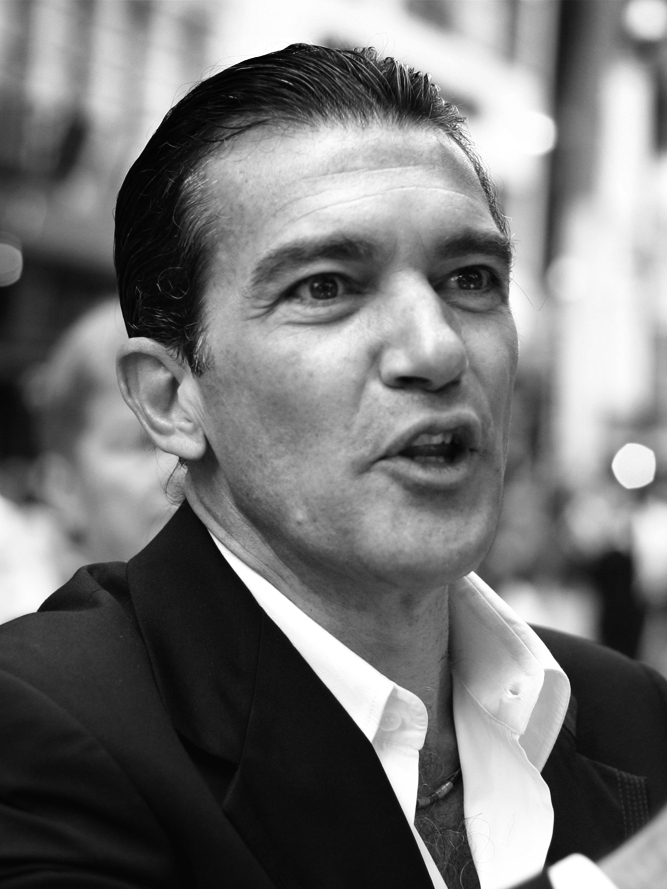
L'acteur principal Antonio Banderas l'année de sortie du film.

- Antonio Banderas (VQ : Luis de Cespedes) : Tommy Lucero / Martinez
- Meg Ryan (VF : Virginie Ledieu ; VQ : Natalie Hamel-Roy) : Martha « Marty » Durand
- Colin Hanks (VQ : Benoit Éthier) : Henry Durand
- Selma Blair (VQ : Catherine Proulx-Lemay) : Emily Lott
- Trevor Morgan (VQ : Philippe Martin (acteur)) : Eddie
- John Valdeterro (VQ : Marc Bellier) : agent Fedler
- Eli Danker : Jean Yves Tatao
- Tom Adams : Niko Evangelatos
- Keith David (VQ : Guy Nadon) : directeur du FBI Conrad
- Enrico Colantoni (VQ : Manuel Tadros) : Enrico the Chef
- Marco St. John : inspecteur Laborde
- Aki Avni : agent Randle
- Mark Meade : agent spécial Wagner
- Tarri Markell : agent Cisneros
- Jeff Fried (VQ : Yves Soutière) : agent Simpson
- Gary Grubbs (VQ : Marc-André Bélanger) : chef de la police Malone
- Rocco Savastano (crédité comme Rocky Savastano) : chef albanais Victor
- Julie Lott : danseuse du ventre albanaise
- Jake Hjorten : vigile du musée #1
- Paul Sampson (VQ : Jacques Lussier) : Paul Canales
- Johnny Martin : vigile du musée #2
- Sarah Long : technicien médico-légal
- Joey Gironda : vigile du musée #3 (crédité comme Joe Gironda)
- Heidi Jo Markel : laborantin médico-légal
- Edrick Browne : concierge de l'hôtel
- Keith Pratt : livreur de fleurs
- Steve Picerni : agent du FBI
- Danny Anderson : policier
- Thomas Joseph Adams : Salvatore (non crédité)
- Barry Barton : gardien de musée (non crédité)